# Генрих X (граф Рейсс-Эберсдорфа)
Генрих X (нем. Heinrich X; 29 ноября 1662, Лобенштайн — 10 июня 1711, Эберсдорф) — граф Рейсс-Эберсдорфа из рода Рейсс, основатель Рейсс-Эберсдорфской линии рода.

## Биография
Генрих X был младшим сыном Генриха X (1621—1671) владетеля Лобенштайна, Хиршберга и Эберсдорфа. После смерти отца в 1671 году его двоюродный брат Генрих I правитель Рейсс-Шлейца (1639—1692) стал его опекуном. В 1673 году Генрих X был возведен в сан имперского графа со всей семьей. После раздела владений отца в 1678 году он, как самый младший, получил небольшую часть наследства — земли вокруг деревни Эберсдорф размером в 112,5 км². В 1682 году его опекун купил Генриху X поместье в Эберсдорфе в качестве возможной резиденции. Добровольцем вступил в имперскую армию для участия в Великой Турецкой войне. В 1686 году принимал участие в штурме Буды, был ранен в 1688 году при осаде Эвбеи.
Примерно с 1690 года Генрих X ухаживал за Эрдмутой Бенигной Зольмс-Лаубахской, на которой женился 29 ноября 1694 года в Лаубахе. В 1690 году он приказал снести старый замок поместья, окруженный рвом, а с 1692 года по планам мастера-строителя Мюльтроффера — Рейнеля был построен внешне не украшенный барочный замок, который также был окружен рвом. Строительство обошлось более чем в 3700 гульденов. Запланированные затраты были значительно превышены. С 1709 по 1711 год Генрих X приказал значительно расширить комплекс. Было построено северное коммерческое крыло, которое предназначалось для придворного аппарата и южное административно-жилое крыло. Дворцовый парк был разбит в виде в стиле барокко перед юго-западной стороной дворца в 1710 году.
После его смерти в 1711 году его вдова усилила свое строго благочестивое влияние на жизнь при дворе Эберсдорфа. Все громкие развлечения были запрещены, а бывший бальный зал был превращен в церковный зал для недавно основанного пиетистского придворного сообщества.

## Дети
У графа Генриха X и его супруги было восемь детей:
- Бенигна Мария (1695—1751[12])
- Фридерика Вильгельмина (1696—1698)
- Шарлотта Луиза (род. и ум. 1698)
- Генрих XXIX. (1699—1747), граф Ройсс-Эберсдорфа
- Эрдмута Доротея (1700—1756) жена графа Николая Людвига фон Цинцендорфа (1700—1760)
- Генриетта Бибиана (1702—1745) жена барона Георга Адольфа Маршал фон Биберштейна
- София Альбертина Доротея (1703—1708)
- Эрнестина Элеонора (1706—1766)